# Red Special
La Red Special, chiamata anche Fireplace o Old Lady, è una chitarra elettrica costruita nel 1963 da Brian May, storico chitarrista della rock band britannica Queen, e da suo padre, ingegnere appassionato di modellismo. Si presume che il costo totale della chitarra risultò, al tempo, di 8 sterline, anche se a quei tempi valevano molto più della attuale valuta; all'incirca, se calcolato rispettando l'inflazione, il prezzo si aggira intorno a 147 sterline attuali (2021), circa 178 euro.

## Storia della Red Special
Brian May si appassionò alla musica molto presto: dai dieci anni iniziò a suonare il pianoforte, ma poi scoprì di preferire la chitarra. La sua prima chitarra fu una chitarra flamenca, ma ben presto ebbe il desiderio di suonare una chitarra elettrica. La sua famiglia non aveva la possibilità economica di acquistare una costosissima Fender Stratocaster o una Gibson Les Paul, Brian decise di costruirsi la sua chitarra personale. Nel giro di due anni all'incirca riciclò del materiale inusuale per fare il più della chitarra, e con l'aiuto del padre Harold installò il circuito elettrico.
Il nome "Red Special" deriva dalla colorazione rossastra del mogano e dall'unicità dello strumento. Il sistema di circuitazione inventato da Brian May permette una gamma di 13 diverse combinazioni di suono. La timbrica più caratteristica è quella di un suono abbastanza cupo e profondo, aggressivo ed autorevole. Alcuni amici di Brian la chiamarono "The Fireplace" (dall'inglese, "Caminetto") in quanto il manico della chitarra fu costruito usando la cornice in mogano di un vecchio caminetto.
Da allora la Red Special ha accompagnato l'intera carriera musicale di Brian May divenendo un marchio di fabbrica sia per i Queen che per il chitarrista.
Molti liutai ed aziende si sono lanciati nella produzione di repliche di questa chitarra, come numerosi sono i fan di Brian May che hanno voluto costruire la propria replica personale.

## Caratteristiche tecniche

### Corpo

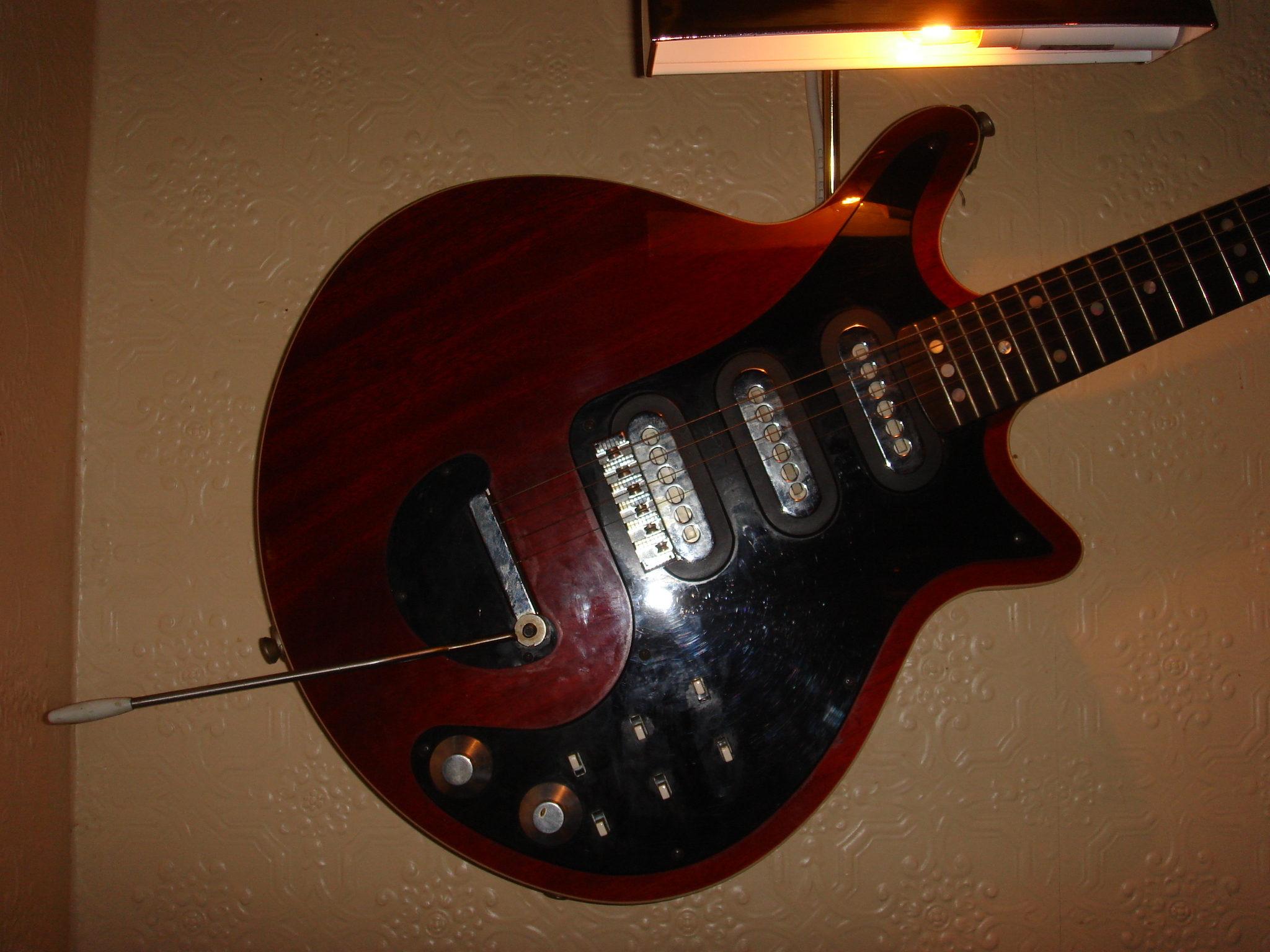
Una replica della Red Special esposta all'Hard Rock Cafè di Madrid

L'idea di Brian era di creare una chitarra elettrica hollow body (o semi-acustica). Per risparmiare sul materiale per il corpo, usò due blocchi di listellare: intagliò quindi il listellare senza trapassarlo e unì i due blocchi con colla e viti, ricavandoci quindi le camere acustiche, il vano elettrico e il vano tremolo. Il sistema di cavità da lui ideato rendeva la chitarra più leggera di una normale solid body come la Stratocaster. 
Per irrobustire la struttura, la parte centrale dove si avvita il manico e il blocco del tremolo fu sostituita con due blocchi di quercia ricavati da un vecchio tavolo (col tempo il listellare non avrebbe resistito alle continue sollecitazioni del tremolo).
Il tutto fu impiallacciato con del mogano per nobilitare la scarsa qualità dei legni adottati; il binding (bordi del corpo) fu costruito in plastica bianca ABS (Brian e suo padre avevano utilizzato un paraspigoli per mensole).
Ai lati del gancio posteriore per la tracolla furono infine trapanati due fori che sbucano all'interno della cavità del tremolo, nei quali è possibile inserire un giravite per aumentare o diminuire la tensione delle molle del tremolo senza dover smontare la copertura; smontando la copertura si poteva comunque regolare la tensione delle molle usando una chiave inglese.

### Manico
Il manico è un unico pezzo di mogano ricavato da un pezzo di camino dell'Ottocento (stagionato quindi di almeno 100 anni), che presentava anche dei buchi da tarli, ricoperti con dello stucco dai May.
È più spesso e largo rispetto ai soliti manici che si trovano in giro (26 mm al tasto zero compresa tastiera) ma non per questo scomodo da suonare.
Ha una sezione a V che va dal tasto zero al quinto, diventa poi a C e gradualmente a D verso la fine del manico (in prossimità del tacco).
ha un'inclinazione di 2°, mentre la paletta ha un'inclinazione di 4° che non comincia subito dopo il capotasto in Bakelite.
È un manico avvitato composto da un bullone da 8 mm nella parte alta del tacco (nascosto dalla tastiera incollata sopra) che sbuca nella parte posteriore del corpo e che viene stretto con una rondella e un dado.
Altre due viti nella parte bassa del tacco formano un triangolo insieme al bullone, scelta a detta di molti non casuale dato che il triangolo è una forma geometrica perfetta.
Il truss rod è autocostruito e sbuca nel tacco del manico e si avvolge al bullone di fissaggio (Brian non lo ha mai regolato per via dello spessore del manico che resiste alla tensione delle corde).
Sulla paletta, fin dagli inizi ci fu la sigla adesiva "BHM" di colore argentato (visibile occasionalmente nei video musicali di Keep Yourself Alive e Liar), in seguito rimossa.

### Tastiera
La tastiera è in quercia (i May non potevano permettersi una tastiera in ebano) dipinta di nero con segnatasti in madreperla bianca (ricavati da bottoni presi dalla cesta per il cucito della madre) e sono stati sagomati a mano dandogli una circonferenza di 6 mm.
Ha 24 tasti più un tasto zero (più alto del resto dei tasti e costituisce il vero capotasto della chitarra).
Il capotasto è in bakélite marmorizzata marrone degli anni '60; in realtà non è un vero capotasto ma piuttosto una guida per le corde, mentre il vero capotasto, come si diceva prima, è il tasto zero.
Il diapason è di 610 mm (24") e il radius è di 7,25".

### Ponte
Il ponte è artigianale, costruito da Brian nell'officina della scuola. È formato da sei piccoli blocchi indipendenti di alluminio con un'altezza che segue il radius in maniera permanente; l'action (altezza delle corde rispetto alla tastiera) è una delle poche cose che non possono essere regolate sulla Red Special. I blocchi di alluminio sono avvitati al corpo tramite delle viti.
Nella parte superiore di ogni blocco vi sono cinque scanalature in una delle quali è inserito un rullo scanalato dello stesso diametro della corda. Spostando il rullo nella giusta scanalatura si regola l'ottavatura dello strumento. Particolare dettaglio: sul blocco del MI grave sono presenti solo tre scanalature.
I rulli consentono alle corde di tornare nella posizione originale anche dopo l'utilizzo pesante del tremolo annullando l'attrito. Questo sistema contribuisce a massimizzare la tenuta dell'accordatura dello strumento, inoltre evita che le corde si rompano per frizione con il ponte.

### Blocco cordiera-tremolo
Anch'esso è costruito artigianalmente da Brian nelle officine della scuola, ed è stato ideato proprio da lui. È formato da una lama presa da un coltello della madre, avvitata sull'inserto in quercia (è il fulcro su cui il tremolo oscilla), da un blocco in acciaio inserito dentro l'inserto, e da un altro blocco basculante in acciaio al quale vengono inserite le corde. La tensione delle corde viene controbilanciata da due molle prese da una vecchia motocicletta (bloccate da due viti che si inseriscono nel blocchetto d'acciaio inserito a sua volta nella quercia), e infine la leva del tremolo presa dal sellino di una bicicletta che metterà in movimento il blocco basculante. Il tappo sulla leva del tremolo è stato ricavato da un grande ferro da calza della madre. Detto da molti, questo sistema innovativo, inventato prima del ponte Floyd Rose, è il più morbido e stabile.

### Pickup
Inizialmente i May costruirono da sé i pickup (Harold era appassionato di elettronica e Brian seguiva molto incuriosito la passione del padre).
Principalmente erano dei normali single coil che differivano per il modo in cui si collegavano al circuito: immediatamente sotto ogni pickup, sono intarsiati nel legno due cilindretti metallici dai quali sbucano due cavetti elettrici (anch'essi intarsiati nel legno) collegati al circuito. Inserendo i cavi dei pickup correttamente nelle loro sedi si chiudeva il circuito; questo espediente consentiva la possibilità di togliere i pickup dalla chitarra ogni volta lo si volesse, senza dissaldare i cavetti, tuttavia, solo per smontare il manico sarebbe stato necessario.
Particolare è la scelta di montare i pickup in serie per avere un segnale di uscita alto e, permettere di combinare con gli interruttori (13 combinazioni) i single coil, facendoli diventare anche degli humbucker.
Però i pickup non funzionavano a dovere per via dei 3 poli magnetici con cui erano fatti. Infatti, facendo dei bending, la chitarra andava in feedback e, quindi, la scelta ricadde sui Burns Tri-Sonic, che Brian vide un giorno in una vetrina di un negozio musicale, modificati da Harold che riavvolse i fili delle bobine e mise della resina epossidica all'interno per diminuire l'effetto microfonico.

### Elettronica

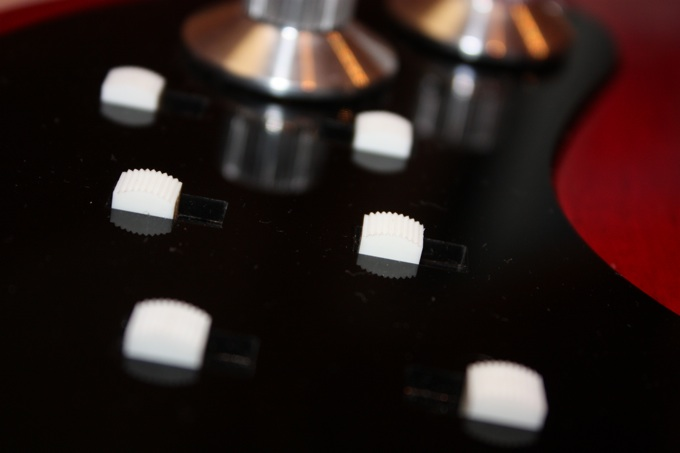
Controlli dei pick-up (modello replicato)

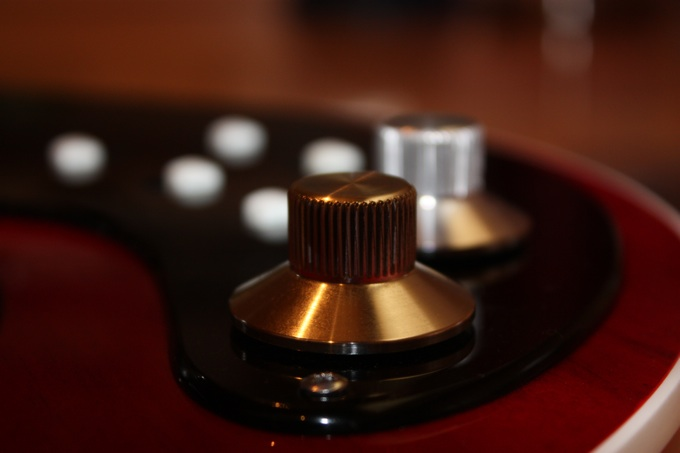
Particolare delle manopole volume e tono (modello replicato)

I controlli principali sono una manopola per il volume, uno per il tono e un sistema di sei piccoli interruttori (deviatori bipolari a due posizioni ON-OFF), di cui due per ogni pickup: la prima fila di interruttori permette di attivare i pickup indipendentemente tra di loro, la seconda fila permette a ciascun pickup di passare da fase in controfase, modificando il suono fra tonalità tipiche degli humbucker (2 o 3 pickup in fase) e suoni brillanti e cristallini (qualunque combinazione in controfase). Quando i pickup sono in controfase, infatti, la loro caratteristica è quella di eliminare certe frequenze dando in risposta un suono tipicamente nasale e ottenibile solo da pickup con controllo di fase. Altre chitarre elettriche montano questo sistema, ad esempio la Fender Jaguar o la Fender Mustang.
Per non praticare fori antiestetici sul battipenna, gli interruttori e le manopole sono tenuti assieme da una piastra metallica avvitata al corpo, parte ingegnosamente integrante della schermatura (terra) della chitarra: inizialmente è stata usata carta stagnola per schermare solo il vano dei controlli, mentre i pickup possedevano, oltre ai due cavi elettrici, un terzo cavo per scaricare la massa a terra dato che hanno una cover metallica.
Esempi della versatilità tonale della Red Special si trovano in tutta la discografia dei Queen, dal solo fuori fase di Bohemian Rhapsody ai toni aggressivi di I Want It All o Hammer to Fall, passando per il blues sofisticato di Sleeping on the Sidewalk e le bizzarrie sonore di I'm Going Slightly Mad e Brighton Rock.
In origine Brian installò un effetto (fuzz), il cui interruttore (identico ai controlli dei pickup) si trovava poco sopra i controlli dei pickup e di traverso. Poi è stato rimosso (non è ben chiaro perché) ed aveva ricoperto il foro dell'interruttore con un pezzo di nastro isolante rosso, poi nero; dopo l'ultimo restauro ci ha fatto intarsiare la caratteristica stellina di madreperla. Nei video musicali di Keep Yourself Alive e Liar è possibile vedere, anche se non chiaramente, l'interruttore del distorsore.

### Meccaniche
La scelta di Brian per quanto riguarda le meccaniche all'epoca cadde su delle economiche meccaniche con meccanismo aperto. Nei primi anni '80 Brian ruppe la meccanica del Sol e la sostituì con una simile. Più tardi cambiò svariate volte le meccaniche, non si sa di preciso quali modelli, dalle foto possiamo dire che a metà degli anni '80 montava delle Schaller mentre negli anni '90 montava delle Gotoh. Dopo il restauro avvenuto nel 1997, il liutaio australiano Fryer decise di montare delle Schaller autobloccanti modificate con bottoncini madreperlati tipo Gotoh che riproducono la stessa estetica delle prime meccaniche montate all'epoca della costruzione.

### Battipenna
Il battipenna è in perspex (metacrilato) nero.
Ha uno spessore di 3 mm ed è totalmente indipendente dai pickup (avvitati al corpo), dagli interruttori, dalle manopole e dal ponte; infatti il battipenna si può smontare senza togliere le corde e con più facilità (vanno rimosse solo le manopole del volume e del tono).
La mezzaluna che copre la cavità del tremolo ha anch'essa spessore 3 mm.
Le cornici dei pickup e il copri-truss rod hanno spessore 2 mm.

### Finitura
Tutta la chitarra è stata colorata con una mistura di mordenti fino ad ottenere il colore desiderato, un rosso particolare leggermente vicino al marrone che con i riflessi della luce assume una colorazione tendente all'arancione.
La finitura è stata data su tutta la chitarra, tastiera inclusa, con la Rustin's Plastic Coating, una vernice poliuretanica che dà un effetto vetrato e che non ingiallisce col tempo.

## Il suono della Red Special

### Amplificazione ed effetti
Una caratteristica fondamentale per il suono della Red Special è costituita dall'amplificazione e dagli effetti usati.
Gli amplificatori scelti da May sono dei valvolari VOX AC-30, in numero variabile fra 9 e 12, messi l'uno sull'altro nell'inconfondibile disposizione a muro.
Fra essi e la Red Special trovano posto un piccolo amplificatore push pull da circa 1 W di potenza, progettato e costruito artigianalmente con materiale prelevato da un vecchio fonografo Philips dal bassista dei Queen John Deacon (e chiamato per questo Deacy Amp) ed un pedale di enfatizzazione delle frequenze medio-alte (il treble booster), il cui scopo è quello di saturare lo stadio finale di amplificazione costituito dai quattro pentodi el84. Il treble booster è in grado di amplificare il suono in ingresso fino a 20 dB e quando collegato ad un amplificatore valvolare è perciò in grado di saturarlo.
Col passare degli anni Brian May adoperò vari tipi di treble booster (i primi erano costruiti con transistor al germanio) come è possibile sentire nei primi due album dei Queen, per poi passare ad altri pedali che, non essendo al germanio, davano un timbro più secco ed aggressivo.
Brian May era solito inoltre usare il Deacy Amp in concomitanza al treble booster per registrare le sovraincisioni e le armonizzazioni, mentre usava il Vox per registrare le altre tracce.
Negli ultimi album adoperò anche effetti più tecnologici e particolari come il wah, delay, echo, flanger, riverbero. Il loro uso ha permesso ai Queen di creare effetti molto innovativi per una chitarra, al punto da rifiutare per lungo tempo (fino all'album The Game) l'uso dei sintetizzatori che andavano allora prendendo piede.
È da ricordare l'uso del delay e dell'echo che Brian fece per le esibizioni dal vivo: essendo presente una sola chitarra nel gruppo, che doveva occuparsi sia dell'accompagnamento sia delle parti soliste, Brian May era solito utilizzare tre banchi di amplificatori secondo il seguente schema:
1. segnale secco (senza ritardo)
2. segnale con ritardo
3. segnale con un ritardo doppio rispetto al banco 2

Quello che si otteneva era dunque un suono che si ripeteva tre volte con un ritardo equidistante per ogni banco di amplificatori. Brian con questo sistema era in grado di suonare dei riff e sovraincidersi in tempo reale (come nel celebre pezzo Brighton Rock).
Un altro tratto sicuramente imprescindibile per il suono è il chorus: Brian adoperò sempre il CE-1 della Boss (totalmente analogico) introdotto negli anni settanta, in grado di fornire un chorus molto profondo e anche un particolare effetto di vibrato.

### Plettro
Altro segno distintivo di Brian May è il plettro usato: una moneta da 6 pence, scelta per il suo profilo caratteristico e l'attacco particolarissimo conferito alle note suonate, che permette la creazione di effetti sonori molto particolari variando leggermente inclinazione, forza e posizione (del "plettro") sulle corde.
Nei casi in cui sia necessario un suono dotato di minore attacco e tendenzialmente più morbido, Brian suona utilizzando il dito indice per pizzicare le corde al posto del plettro.

## Repliche storiche della Red Special

### La "Yellow Special" di John Birch
Fin dall'inizio Brian ha sempre necessitato di avere con sé una chitarra di ricambio: negli anni '70, chiese a un certo liutaio inglese di nome John Birch di esaminare la sua chitarra e di costruirne un modello simile. 
Questa chitarra fu la prima copia dell'originale prima ancora di avviare una produzione in serie di copie firmate ufficialmente, non fu una replica fedele ma un modello con delle somiglianze, e differiva enormemente dall'originale:
- manico in betulla anziché mogano, e più assottigliato;
- corpo in betulla anziché listellare e quercia impiallacciato di mogano;
- tastiera in ebano anziché quercia;
- configurazione delle camere tonali differente;
- colorazione legno naturale con sfumature verdi ai bordi e dietro il corpo anziché rosso-arancio;
- capotasto-guida in osso bianco e più spesso anziché in bachelite marmorizzata;
- paletta meccaniche più angolata e di colore nero anziché in tinta con il resto della chitarra;
- sia il manico che il corpo erano contornati dal binding;
- tastiera sul 24° tasto squadrata anziché ricurva;
- manopole più piccole e interruttori neri anziché bianchi;
- ponte a rulli differente da quello artigianale di Brian, con action regolabile;
- tremolo non identico a quello artigianale di Brian.

Brian usò questa chitarra nei video musicali We Will Rock You e Spread Your Wings. 
Essa non è mai stata un perfetto lavoro di liuteria: non teneva l'accordatura a causa del ponte a rulli scadente che non annullava completamente l'attrito. Durante il concerto del 1982 a East Rutherford, dopo aver rotto una corda alla sua chitarra originale e, due minuti dopo anche a questa, per la frustrazione Brian la ruppe sbattendola contro gli amplificatori. Questo momento storico è immortalato in un file audio.

Questa chitarra è stata poi riparata dopo svariati anni, dal liutaio Andrew Guyton, attualmente produttore di repliche ufficiali Red Special. Tuttavia, secondo alcune fonti i segni della riparazione sono molto evidenti e comunque Brian non la usa più in concerto.

### Le Guild BHM
Fin dalla fine degli anni '80, Brian usò due chitarre replicanti l'originale, sia per le registrazioni in studio sia per i concerti. Questi prototipi hanno avuto un tale successo da avviare una prima e ufficiale produzione in serie per il pubblico.
Il primo modello aveva le seguenti caratteristiche:
- corpo pieno senza camere tonali;
- manico più stretto;
- ponte Kahler nero, con capotasto bloccacorde;
- manopole più piccole e nere;
- controlli dei pickup avvitati direttamente al battipenna;
- tastiera in ebano;
- pickup artigianali DiMarzio BHM;
- colorazione in tinta più unita.

Inoltre è stata usata nel video di The Miracle dal ragazzino che impersona Brian May.
Il secondo modello aveva alcune differenze:
- ponte a rulli Schaller Tune-O-Matic;
- cordiera-tremolo con stesso meccanismo dell'originale;
- "mezzaluna" della cordiera più grande dell'originale;
- guida-capotasto bianca anziché nera;
- battipenna separato dal ponte.

## Chitarre di riserva di Brian May e modelli speciali
Dal momento in cui conobbe i liutai Andrew Guyton e Greg Fryer, Brian acquisì diversi modelli sempre più vicini all'originale:
- le R. S. Fryer, suddetto liutaio, fin dal momento del restauro della Red Special, ha costruito tre prototipi:
  - John (in possesso di May), un modello quasi identico in qualità di estetica e timbro sonoro;
  - George Burns (in possesso di May), un modello fatto tutto di palissandro, con un suono più duro e moderno;
  - Paul, modello quasi identico all'originale, in possesso di Fryer.
- le R. S. Guyton, contribuente anch'egli al restauro, che ha costruito diversi prototipi tra cui:
  - la Guyton Green Special, modello di colore verde greenburst, molto fedele all'originale;
  - la Guyton Archtop Mk1, prototipo custom semi-acustico ispirato alla R. S.: corpo in mogano scavato con top in acero curvato e tinto di marrone-violaceo scuro, due "f" di risonanza e bordatura in legno chiaro, manico in mogano, tastiera in ebano con intarsi in madreperla circondati da un anello d'argento; doppia configurazione elettronica costituita da due pickup Burns Tri-Sonic, uno al manico e uno al ponte e un piezo al ponte Lashbrook, meccaniche autobloccanti Schaller e cordiera fissa artigianale. Brian non userà questa chitarra, ma verrà poi revisionata per creare un modello migliore, la Mk2.
  - la Guyton Archtop Mk2, revisione accurata del modello Mk1, ne sono stati costruiti solo 5 al mondo, di cui uno in possesso di Brian. Corpo in mogano scavato con top in acero curvato di colore grigio e un foro a forma di "f", manico in mogano con tastiera in ebano e segnatasti in madreperla contornati d'argento, configurazione elettronica a due circuiti, con l'aggiunta di un terzo pickup Tri-Sonic al centro e il battipenna nero curvato con i classici 6 interruttori. Sul battipenna c'è una testa di tasso in madreperla intarsiato, simbolo del contributo dato da Brian per la salvaguardia dei tassi.
  - la Guyton doppio manico 12/6, prototipo costruito nel 2011 da Guyton proposto da Pete Malandrone (assistente di fiducia di Brian May), con la quale si è esibito nel tour "Queen + Adam Lambert" del 2012 nel brano Under Pressure. Il manico superiore ha dodici corde mentre quello inferiore ne ha sei; la configurazione dei pick-up ("Adeson" per il manico a 12 corde, "Burns Tri-Sonic" per quello a 6) è controllata indipendentemente dai due manici, le meccaniche sono Schaller autobloccanti, i ponti sono entrambi a rulli, la cordiera a 12 corde è fissa e senza tremolo.

In passato ha anche usato altri modelli:
- la Red Special B.M. Signature Special, modello prodotto dall'azienda fondata da May dopo aver sciolto il contratto con la Guild e rilevato la produzione delle repliche ufficiali dalla Burns;
- la Red Special B.M. Signature Super, modello in commercio quasi identico all'originale e curato nei minimi dettagli.

A partire dal tour Brian May & Kerry Ellis - One Voice, Brian ha occasionalmente usato anche una BMG "Mini May" e una BMG "Special" con corpo in alluminio.

## Restauro della Red Special
Dopo trent'anni di esibizioni, la chitarra artigianale di Brian dava segni di deterioramento: essa mostrava graffi e ammaccamenti, in particolare sul retro, che si era enormemente scolorito mostrando l'impiallacciatura grezza. Come si può notare in alcuni live degli anni '90 Brian aveva applicato dei pezzi di nastro adesivo sul binding che si stava staccando in diversi punti.

Nel 1997 Brian decise di far restaurare la Red Special, dai liutai Greg Fryer e Andrew Guyton. Non restò comunque senza chitarra: utilizzò delle fedelissime repliche costruite dai due liutai.

Nonostante Brian fosse molto timoroso nella manutenzione della sua chitarra, dovette comunque far sostituire diverse parti usurate come la presa del jack, il tasto zero e il binding intero; l'originaria schermatura in alluminio, allora situata solamente sotto la placchetta metallica dei controlli, è stata rimpiazzata dalla schermatura in rame, stavolta fatta per intero su tutto il vano elettrico. Il foro dell'effetto fuzz sul battipenna è stato chiuso con della resina plastica nera ed è stata intarsiata la caratteristica stella di madreperla; il retro del battipenna è stato coperto con rame da schermatura.

I pickup furono smascherati e paraffinati per ridurre l'effetto microfonico, i pezzi come il ponte a rulli e la cordiera-tremolo furono smontati pezzo per pezzo per essere rilucidati.

I segnatasti in madreperla furono accuratamente rifiniti e le ammaccature riparate; alla fine la chitarra è stata riverniciata e laccata con gli stessi identici prodotti usati all'epoca.

Inoltre, Fryer applicò le caratteristiche cornici che circondano i pickup, in perspex. Secondo un'intervista dello stesso May, i ventiquattro tasti non furono mai sostituiti.

## Repliche in produzione
Case di liuteria che producono repliche della Red Special, in serie o su ordinazione:

### Guyton (Regno Unito) - Brian May official product -
Su richiesta di Brian May in occasione dei 40 anni di vita della Red Special Andrew Guyton, liutaio inglese della Contea del Suffolk, ha costruito una replica in serie limitata (50 pezzi) il cui costo, il più alto del mercato delle Red Special, è di 7 180 sterline (pari a 8 700,00 euro circa). Ha usato gli stessi materiali dell'originale, di cui ha potuto prendere visione personalmente, anche grazie all'aiuto dei raggi X per scoprire la forma esatta delle cavità interne, impiegando meccaniche Schaller M6 e pickup Burns Tri-Sonic completamente modificati, che replicano perfettamente gli originali anche nell'impedenza.
La replica, considerata da molti la migliore in assoluto, è firmata da Brian May che ne ha apprezzato l'eccellente fattura, tanto da definirla identica alla sua chitarra.

### RS Custom (Stati Uniti)
La RS Custom è un'azienda statunitense fondata dal liutaio Everett Wood che produce repliche della Red Special costruite a mano, fornendone tre modelli: 64 Standard, 64 Special, 64 Supreme. I costi, che variano in ordine all'accuratezza del modello, vanno dai 4 499 dollari U.S.A. (3 500 euro circa) ai 6 900 dollari U.S.A. (5 300 euro circa).

### SGL (Regno Unito)
La SGL è un'azienda del Galles meridionale (Swansea, West Glamorgan) fondata da Simon Jones, considerato da molti il miglior liutaio in attività. La sua replica della Red Special, costruita con cura con materiali di alta qualità, è fedele all'originale. È senza dubbio una delle migliori repliche ed il suo costo, naturalmente tra i più alti del mercato delle Red Special, è di 3 950 sterline (pari a 4 800,00 euro circa).

### Sei (Giappone)
La Sei è un'azienda costruttrice di chitarre giapponese. Le sue repliche della Red Special, ad opera di Seiji Matsumura, hanno caratteristiche tecniche simili ai modelli della Kz e sono costruite con materiali di alta qualità, riproducendo fedelmente l'originale. Le repliche sono due: la SGFR, il cui costo supera ampiamente i 4 000,00 euro, e la SGFRⅡ, che raggiunge i 3 500,00 euro.

### CQuadro (Italia)
CQuadro Guitar Works è un laboratorio di liuteria artigianale italiano nato nel 2010 che, oltre a produrre chitarre Custom e dal proprio design, si è specializzato nella costruzione di repliche fedeli della Red Special, prodotte in tre modelli: Red Special Basic (versione semplificata dell'originale, con ponte a rulli Wilkinson e corpo interamente in mogano), Red Special Extreme (versione identica in tutto all'originale) e la Gold Special (riproduzione migliorata della chitarra, tutta in acero, che il liutaio John Birch costruì per Brian May negli anni '70 e che venne distrutta nei primi anni '80) non in catalogo ma costruita solo su richiesta.
Nel 2013 ha realizzato una chitarra per lo stesso Brian May, un ibrido tra una Telecaster e una Red Special dal suono tutto personale.
Le repliche della CQuadro, considerate da diversi esperti le migliori in Italia e tra le migliori al mondo, sono costruite con macchinari CNC, poi assemblate e rifinite a mano dal liutaio Corrado Carpinteri, che dal 2005 conduce incessanti ricerche riguardanti la Red Special nel suo laboratorio di Canicattini Bagni, in provincia di Siracusa, determinate dalla sua grande passione per la Old Lady. I costi delle repliche vanno dai 2200 € per la Basic ai 4500 € per la Extreme.

### Brian May Guitars (Regno Unito) - Brian May signature -

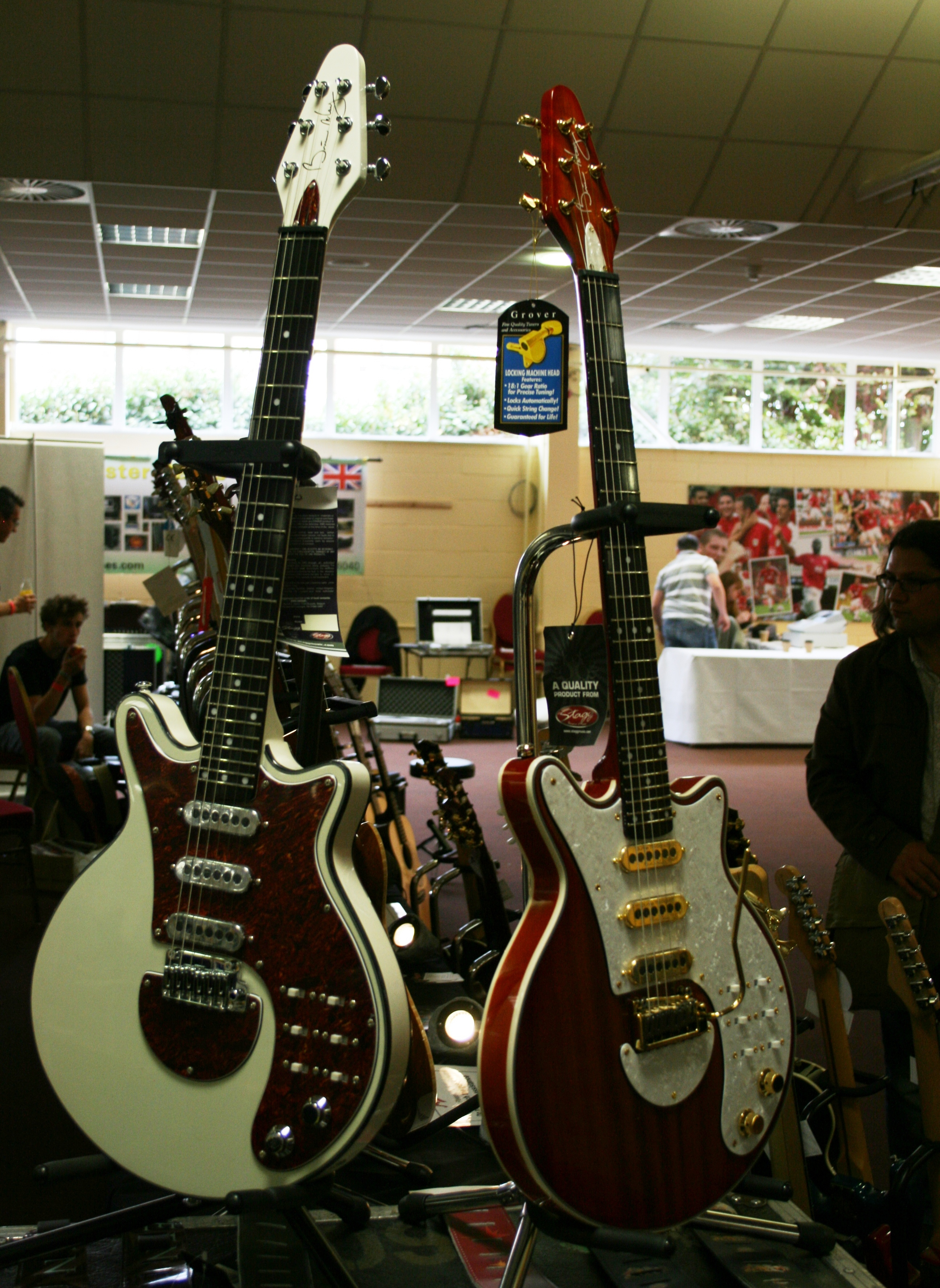
Repliche "Brian May Guitars Signature Special" esposte

L'azienda è gestita direttamente da Brian May, che dopo aver rilevato la produzione Burns London ha iniziato, a luglio del 2004, a produrre repliche della sua Red Special con caratteristiche praticamente identiche ai modelli Burns. Successivamente le repliche Brian May Guitars hanno subito leggere modifiche ed oggi le versioni standard, cioè la Brian May Special (chitarra elettrica) e la Brian May Rhapsody (chitarra acustica), sono proposte in diversi colori, per un costo che oscilla tra gli 800,00 e i 900,00 euro.
Dopo l'estate del 2008 Brian May ha lanciato sul mercato un'altra replica, con la collaborazione tecnica del liutaio australiano Greg Fryer e del liutaio giapponese Kazutaka Ijuin, che hanno rispettivamente firmato e marchiato sul retro della paletta il modello: una Red Special di alta qualità, tutta in mogano con tastiera in ebano, denominata Super e prodotta in serie limitata (100 pezzi all'anno). Il costo di questa replica è di 3200 € circa.

### Diquattro (Australia)
La replica di questa azienda costruttrice di chitarre che ha sede a Melbourne, Australia, è opera di Ralph Diquattro. Proposta dal 2002, è costruita con materiali di qualità ed è praticamente fedele all'originale (nonostante monti un ponte un po' più grande ed in posizione leggermente obliqua). Il suo costo è pari a 2 800,00 euro circa.

### Legg (Italia)
La Legg è una casa costruttrice di chitarre italiana. La sua replica della Red Special, frutto dell'appassionato lavoro del liutaio Giuseppe Gobbi, come per la CQuadro oggi non è più pubblicizzata. Fedele all'originale in tutte le sue parti, è una delle migliori repliche in circolazione. I modelli di queste chitarre, costruite solo su richiesta, possono essere due: la Red Special con manico avvitato, interruttori bianchi e ponte roller in alluminio w e la Red Special Pro, con un particolare sistema di incollaggio del manico brevettato dalla casa ed il ponte, come l'originale in ottone massiccio, completamente costruito dalla Legg. Il costo delle repliche è di oltre 2 000,00 euro.

### Dillion (U.S.A.)
Azienda statunitense, da non confondere con l'omonimo marchio canadese, la Dillion produce repliche di chitarre vintage costruite a mano in Corea, tra cui la Red Special ad un costo di 700,00 euro circa. L'attuale versione della Old Lady, la DBM-10T, ha sostituito le repliche precedenti, di cui la versione più accurata era la DBM04, simile alla replica della Burns.

### Jim Reed (Italia)
La ditta italiana Jim Reed, dopo la dismissione della produzione della Red Special da parte della Guild, ha iniziato la produzione delle repliche della chitarra di Brian, equipaggiate con pickup Burns Tri-sonic della Kent Armstrong. Le prime Red Special erano allestite con due diverse unità tremolo: Vintage, con il sistema vibrato americano della "Fender Jaguar" e Floyd Rose, che ha conferito alla replica un aspetto più moderno.
Oggi l'azienda produce due nuove repliche: la Red Special HM, venduta a poco più di 500,00 euro, che nonostante monti un'unità tremolo costruita da Jim Reed, che riproduce l'originale, presenta alcune differenze con la chitarra di Brian come la diversa leva vibrato, le manopole e gli interruttori di colore nero, la tastiera in palissandro chiaro e la Red Special LP Tail, venduta a meno di 400,00 euro, con ponte modello Les Paul. Della replica HM la Jim Reed ha costruito, su richiesta, qualche modello Custom molto più simile all'originale.

### Weller (Corea del Sud)
Anche la coreana Weller si è cimentata in una ottima replica della mitica chitarra di Brian May, la Weller Red Special modello GMB-200RD. Molto curata nell'aspetto esteriore che tecnico e con caratteristiche che si avvicinano tantissimo al prototipo originale, come i pickup Tri Sonic Burns modificati e una elettronica praticamente identica, unitamente al manico sit in ed ai legni usati. Si colloca in una fascia di prezzo economica (poco meno di 500 euro), benché dia effettivamente un suono davvero vicino a quello tipico della Red Special.

### JJ Scott (Vietnam)
Ditta del Vietnam che produce repliche della Red Special a basso costo (400 euro circa) clonando, in realtà, il modello della Burns London.

## Repliche fuori produzione
Case di liuteria che hanno interrotto la produzione di repliche della Red Special:

### Kz (Giappone)
Kazutaka Ijuin è un liutaio giapponese che ha prodotto, in passato, esclusivamente Red Special. Il modello denominato Red Special Pro, costruito fedelmente all'originale con i migliori materiali, è considerato da alcuni la migliore replica, nonostante quella della Guyton risulti, per accezione comune, più accreditata. Il costo, circa 7 000,00 euro, scende alla metà nella versione denominata Red Special Jr., replica più accessibile affiancata alla Pro e prodotta da luglio 2006, anch'essa fedele all'originale ma con ponte a rulli Wilkinson regolabile.
Dal 2008 Kazutaka Ijuin, quando ha iniziato insieme a Greg Fryer (restauratore della Red Special di May) e per conto della Brian May Guitars la lavorazione della Super (una replica più semplificata della sua Pro e molto simile alla Jr.), ha smesso di produrre le sue repliche.

### RS Guitars (Stati Uniti)
L'azienda statunitense RS Guitars fondata da Steve Turpin, chitarrista solista dei Broken Romeo, produceva esclusivamente Red Special, costruite con materiali di qualità ed estremamente curate nelle finiture. Tra i suoi modelli, per i quali impiegava pickup Burns Tri-Sonic prodotti dalla Adeson, la RS Classic in versione customer provided bridge è una riproduzione fedele dell'originale. Il costo di queste repliche era di poco superiore ai 2 000,00 euro.

### Guild (Stati Uniti) - Brian May signature -
La Guild, storica fabbrica di strumenti musicali statunitense, attuò la prima vera produzione ufficiale delle chitarre Red Special. Brian May seguì da vicino la progettazione. Nella linea Guild sono stati offerti diversi modelli firmati Brian May, anche in svariate colorazioni oltre al rosso canonico (verde, bianco...).
Nel catalogo del 1984 veniva offerta la BHM1: una replica dotata di 3 single coil "DiMarzio Brian May", sei mini-interruttori di commutazione e vibrato Kahler. Il corpo in mogano con piano in acero sagomato. Di queste chitarre, che costavano circa 1 200,00 sterline, ne furono realizzate 316 esemplari. Il modello fu messo fuori produzione nel 1986. In un'intervista dell'epoca Brian May dichiarò: L'hanno costruita in mogano pieno, mentre la mia era di compensato. Le Guild sono quindi un po' più pesanti della mia e hanno il manico più sottile, perché il mio è veramente spesso e largo, e non piacerebbe a molta gente oltre a me. Hanno anche cambiato i vecchi pick-up Burns Tri-Sonic con dei DiMarzio, che hanno un suono molto simile. Poi hanno montato un sistema di tremolo Kahler alterato in modo da avere lo stesso tocco del mio. È stato grande avere una chitarra di ricambio dopo tutto questo tempo.
Nel 1993 fece il suo debutto il modello Brian May Signature. Questo modello era una riproduzione perfino più accurata della chitarra fatta in casa da Brian, e disponeva delle riproduzioni autentiche dei pickup esoterici e delle meccaniche da lui usate all'epoca. Questo particolare modello - ed altre variazioni con elettroniche e meccaniche più comuni - fu prodotto ad una tiratura limitata di 1 000 esemplari. La produzione completa delle 1 000 chitarre previste fu raggiunta nel giro di qualche mese ed il modello fu quindi messo fuori produzione ben prima dell'acquisto della Guild Guitars da parte della Fender Musical Instruments Corporation nel settembre del 1995.

### Kid's (Giappone)
L'azienda giapponese Kid's, del liutaio Hiroshi Kido, creò repliche differenti della Red Special. Fatta eccezione per la BM-260, simile alla chitarra di Brian soprattutto esteticamente, ognuno degli altri modelli (BM-Special, BM-Standard e BM-Dragon) si allontanò sempre più dal progetto originale, diventando quasi irriconoscibile.

### Watson (Stati Uniti)
Nel 2001 apparvero sul mercato le repliche della Watson e, tra i modelli proposti, uno in particolare riproduceva abbastanza fedelmente l'originale. Costruita con materiali di buona qualità e con i pickup Tri-Sonic della Burns London, questa replica aveva un costo accessibile pari a 1 300,00 euro circa. Da diverso tempo le Red Special della Watson non sono più in produzione ed i suoi esemplari in circolazione sono difficili da reperire.

### Burns (Regno Unito) - Brian May signature -
L'azienda inglese produttrice dei famosi pickup Tri-Sonic usati da Brian May per la sua originale Red Special, decide, più o meno in concomitanza con la produzione Jim Reed, di contattare il chitarrista e produrre una replica ufficiale autorizzata.
La replica della Burns è del tipico color rosso ciliegia scuro (ma sono disponibili anche versioni sunburst), con un doppio binding che avvolge la cassa sia frontalmente che posteriormente.
Il corpo, diversamente dalla versione originale in quercia, è in mogano. La tastiera è in ebano, larga e lievemente bombata con 24 tasti delimitati da frets di spessore medio. Meccaniche Grover auto bloccanti cromate. I pickup sono la replica dei Tri-Sonic della Burns London montati sulla Red Special originale, anch'essi cromati. Tramite i ben sei interruttori presenti sono possibili svariate combinazioni di suono e di pickup. Il ponte è in stile Strato e non è una replica dell'originale, troppo costoso da riprodurre. Le manopole del tono e volume sono "a cappello", in metallo cromato. Il suono dei pickup, anche se usati singolarmente, è corposo e pieno di sfaccettature: ora tagliente, ora pastoso. Gli interruttori aggiuntivi servono ad inserire suoni in controfase. I primi esemplari di questa replica avevano un costo che raggiungeva i 1 000,00 euro.
Da luglio 2004 la Burns non produce più la replica, che da quel momento è commercializzata con il marchio Brian May Guitars in quanto prodotta direttamente da Brian May (senza il logo Burns, sebbene costruita nella stessa fabbrica).
BRIAN MAY 

### Greco (Giappone)
L'azienda giapponese Greco costruì, nel 1970, la prima replica della Red Special. Denominato BM900, questo modello era una replica non ufficiale, somigliante esteticamente all'originale ma scadente di qualità.
Brian, che usò la copia Greco in suo possesso per il promo video del brano dei Queen Good old fashioned lover boy, cercò invano di contattare il costruttore per creare una versione qualitativamente migliore ed "ufficiale".